# Automuseum Bad Sassendorf
Das Automuseum Bad Sassendorf war ein Museum für Oldtimer in Nordrhein-Westfalen.

## Geschichte
Hermann Eckstein sammelte alte Fahrzeuge, darunter einen Fiat 500 Topolino und ein Kraftrad von Miele. Als er Platzprobleme bekam, reifte der Plan für ein Automuseum. Innerhalb von zwei Jahren wurde ein Gebäude, das vorher für den Landhandel bestimmt war, für den neuen Zweck umgerüstet. Im Juli 1994 eröffnete er das Museum in Bad Sassendorf im Kreis Soest. Es hatte anfangs am Samstag und Sonntag sowie am Mittwochnachmittag geöffnet. Eine zweite Quelle bestätigt die Eröffnung im Jahr 1994 und die Öffnungszeiten. Der offene Mittwoch fiel spätestens 2004 weg. Alle Fahrzeuge waren fahrbereit und wurden für Oldtimerfahrten benutzt.
2003 und 2004 existierte das Museum noch. Danach verliert sich die Spur. Es ist nicht genau bekannt, wann es geschlossen wurde. Laut einer Quelle war es wenige Jahre vor 2015. Auf den im Webarchiv gespeicherten Internetseiten der Stadt Bad Sassendorf im Abschnitt Museen und Galerien findet sich für den 21. August 2004 ein Eintrag, für den 28. November 2004 nicht mehr, was auf Schließung 2004 hindeutet.

## Ausstellungsgegenstände

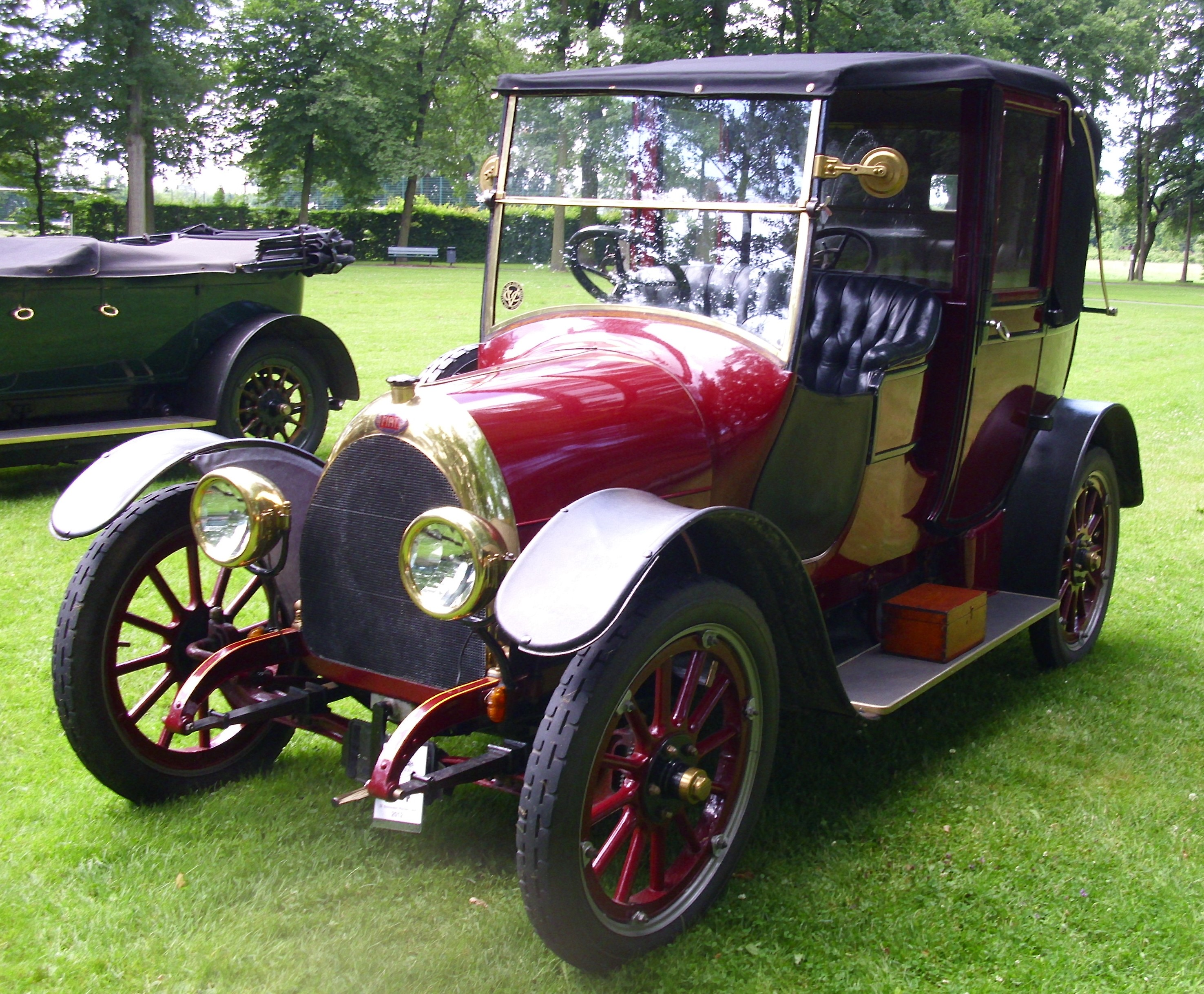
Der Fiat 2 B (15/20 HP) von 1914 aus dem Museum im Park des Grönegaumuseums in Melle, hier mit geschlossenem Verdeck

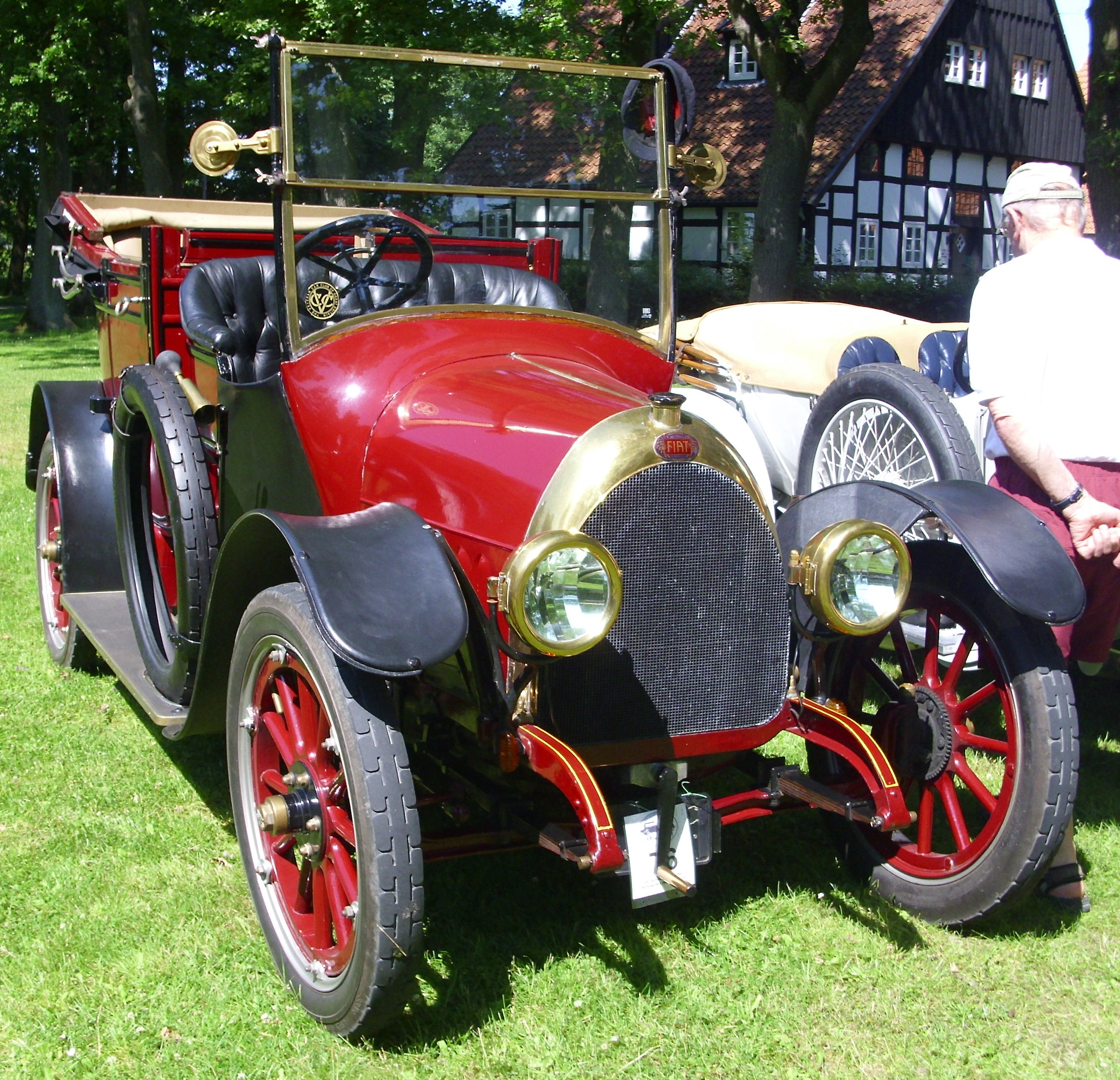
… offen

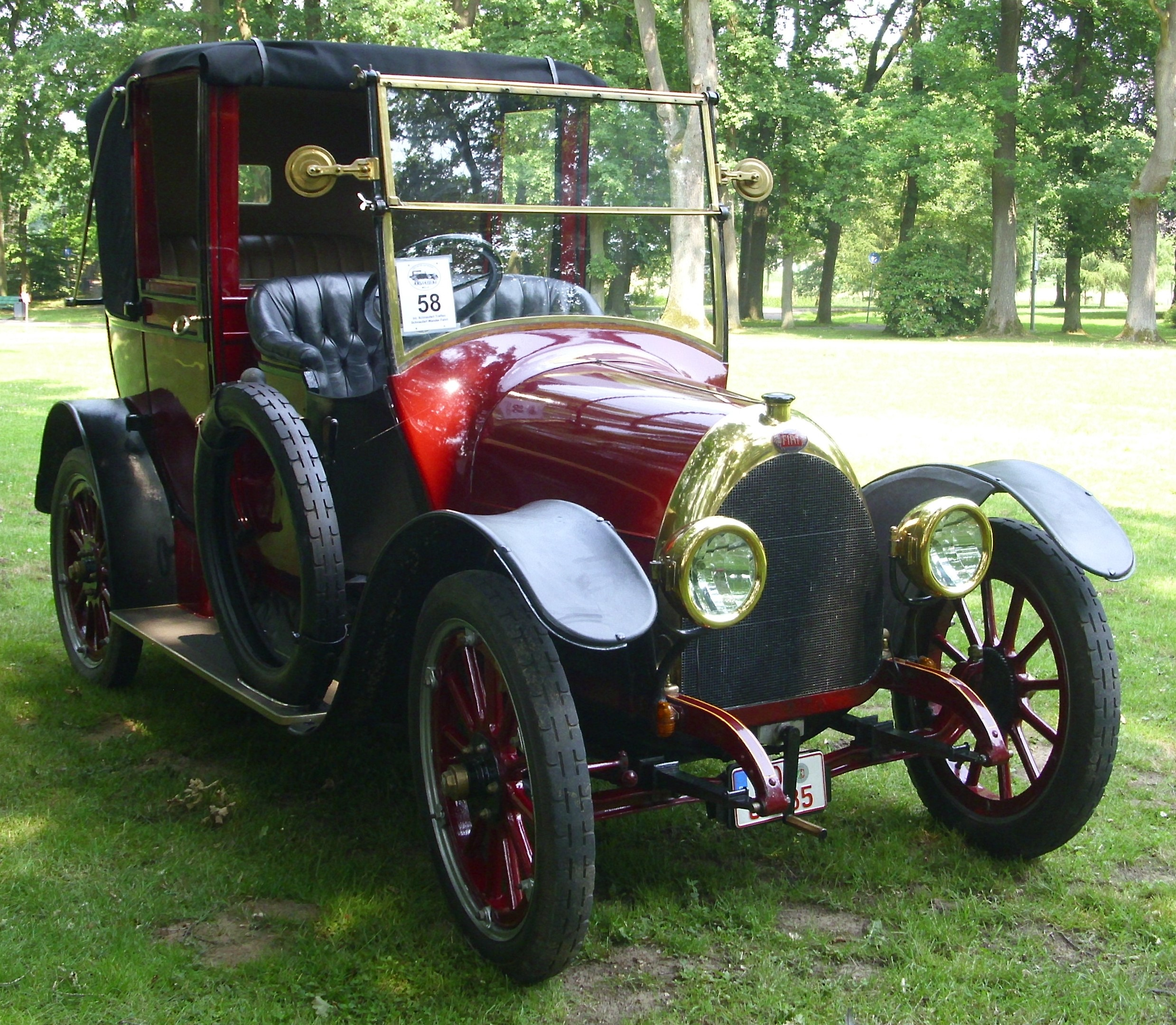
… und teilweise geöffnet

Auf drei Stockwerken waren rund 50 Fahrzeuge ausgestellt. Der Schwerpunkt lag auf Kleinwagen, es wurden aber auch Motorräder, Motorroller, Nutzfahrzeuge und Kinderautos aus Blech präsentiert. Eine Quelle gab 31 Autos, 15 Motorräder, 1 Fahrrad, 2 Motoren, Traktoren und Tretautos an.
Die folgenden Fahrzeuge waren ausgestellt:
- Berkeley T60 1959[1]
- DKW F 1[1]
- DKW F 8 Reichsklasse 1939–1940[1]
- Fend Flitzer 1950[5]
- Fiat 2B 1914[5]
- Flipper 1978[5]
- Fuldamobil S-2 1954–1955[1][5]
- Goggomobil[1]
- Goliath GD 750 Dreirad-Lieferwagen 1949–1955[1]
- Hansa 1100 Coupé 1958[1][5]
- Heinkel Kabine 1957[1]
- Kleinschnittger F 125 1950[1]
- Lloyd LP 400 1953[5]
- Lloyd LP 600 1955–1961[1]
- Messerschmitt Kabinenroller KR 200[1][5]
- Millot 1900–1902[1]
- Mini Comtesse 1973[5]
- NSU Wankel Spider 1964[1]
- NSU-Fiat 500 C 1952[5]
- Peel P50 1963–1965[1]
- Piccolo von Apollo 1910[1][5][2]
- Porsche-Traktor[1]
- Victoria Spatz 1957[5]
- VW Käfer Cabriolet von Hebmüller 1949[5]
- Zündapp Janus 1957[1][5]